# Belediye
Belediye si riferisce al governo locale dei comuni con oltre 5.000 abitanti in Turchia.

## Storia
La parola "belediye" (in arabo بلدية‎?) è la forma femminile della nisba della parola araba balad (città o paese,in arabo بلد‎?), che serve in turco come loro astrazione, e fu creata come una corrispondenza della municipalité francese. Il nome "Belediye" comparve nel XIX secolo, in coincidenza con le riforme di Tanzimat. La prima amministrazione municipale dell'impero ottomano fu creata nel distretto di Beyoğlu di Istanbul, dopo la fondazione delle moderne amministrazioni cittadine nel 1854. Nel 1857 furono create 14 autorità locali a Istanbul. Il nome ottomano del Belediye era şehremaneti. Il sindaco si chiamava şehremini.
Nel 1930 fu approvata la prima legge municipale. Essa rimase in vigore fino al colpo di stato militare in Turchia del 1980 e fu influenzata dal modello francese. Nel 2005 è entrata in vigore una nuova legge municipale.

## Struttura

### Belediye
Nelle comunità con più di 5.000 abitanti si può creare un Belediye. La legge n. 5393 2005 del 3 luglio regola i doveri di un comune. Organi del Belediye sono il sindaco (Belediye başkanı), l'Assemblea comunale (Belediye Meclisi) e il Consiglio comunale (Belediye encümeni). Il consiglio comunale è composto da sette persone, il sindaco, tre membri dell'assemblea cittadina, il tesoriere della città e due alti funzionari municipali. Sindaco e consiglio comunale vengono eletti direttamente dal 1963. Le elezioni locali si svolgono nello stesso tempo a livello nazionale.
I compiti più importanti di un Belediye sono il piano regolatore (imar planları), l'approvvigionamento di acqua potabile, la rete fognaria, il traffico e altri aspetti dell'infrastruttura urbana.
I comuni sono in gran parte finanziati dal bilancio dello Stato. La ripartizione avviene secondo una chiave che è determinata a metà dalla popolazione. Fonti di finanziamento proprie sono la tassa di proprietà (emlak vergisi) e le tasse comunali. Il sottofinanziamento, la dipendenza finanziaria e l'influenza politica associata del governo centrale sono i problemi centrali dei comuni turchi.

### Büyükşehir Belediyesi
16 grandi città sono state gestite nel 2010 come cosiddette Büyükşehir Belediyesi (città e amministrazione metropolitana), la città è quindi fusa con le comunità densamente circostanti il centro della città e poi divisa in singoli distretti politici o circoli. Questi comuni metropolitani possono essere istituiti in conformità con la legge n. 5216 del 10 luglio 2004, a partire da un totale di 750.000 abitanti.  Il suo sindaco porta il titolo Büyükşehir Belediye Başkanı.
Nel 2013, i quattordici capoluoghi di provincia, Aydın, Balıkesir, Denizli, Hatay, Kahramanmaras, Malatya, Manisa, Mardin, Muğla, Ordu, Şanlıurfa, Tekirdağ, Trabzon e Van, hanno ricevuto lo status di Büyükşehir Belediyesi.